# Paddy Barrett
Patrick Barrett, detto Paddy (Waterford, 22 luglio 1993), è un calciatore irlandese, difensore del Shelbourne.

## Carriera
In carriera ha giocato 8 partite nei turni preliminari delle coppe europee, di cui 7 per la Champions League e 1 per l'Europa League, tutte con il Dundalk.

## Palmarès

### Club

#### Competizioni nazionali
- Supercoppa d'Irlanda: 2

Dundalk: 2015
Shelbourne: 2025
- Campionato irlandese: 3

Dundalk: 2015, 2016
Shelbourne: 2024
- Coppa d'Irlanda: 1

Dundalk: 2015
- League of Ireland Cup: 1

Dundalk: 2017